# Pseudococcus barleriae
Pseudococcus barleriae är en insektsart som beskrevs av Hall 1939. Pseudococcus barleriae ingår i släktet Pseudococcus och familjen ullsköldlöss. Inga underarter finns listade i Catalogue of Life.